# Marie zu Waldeck und Pyrmont

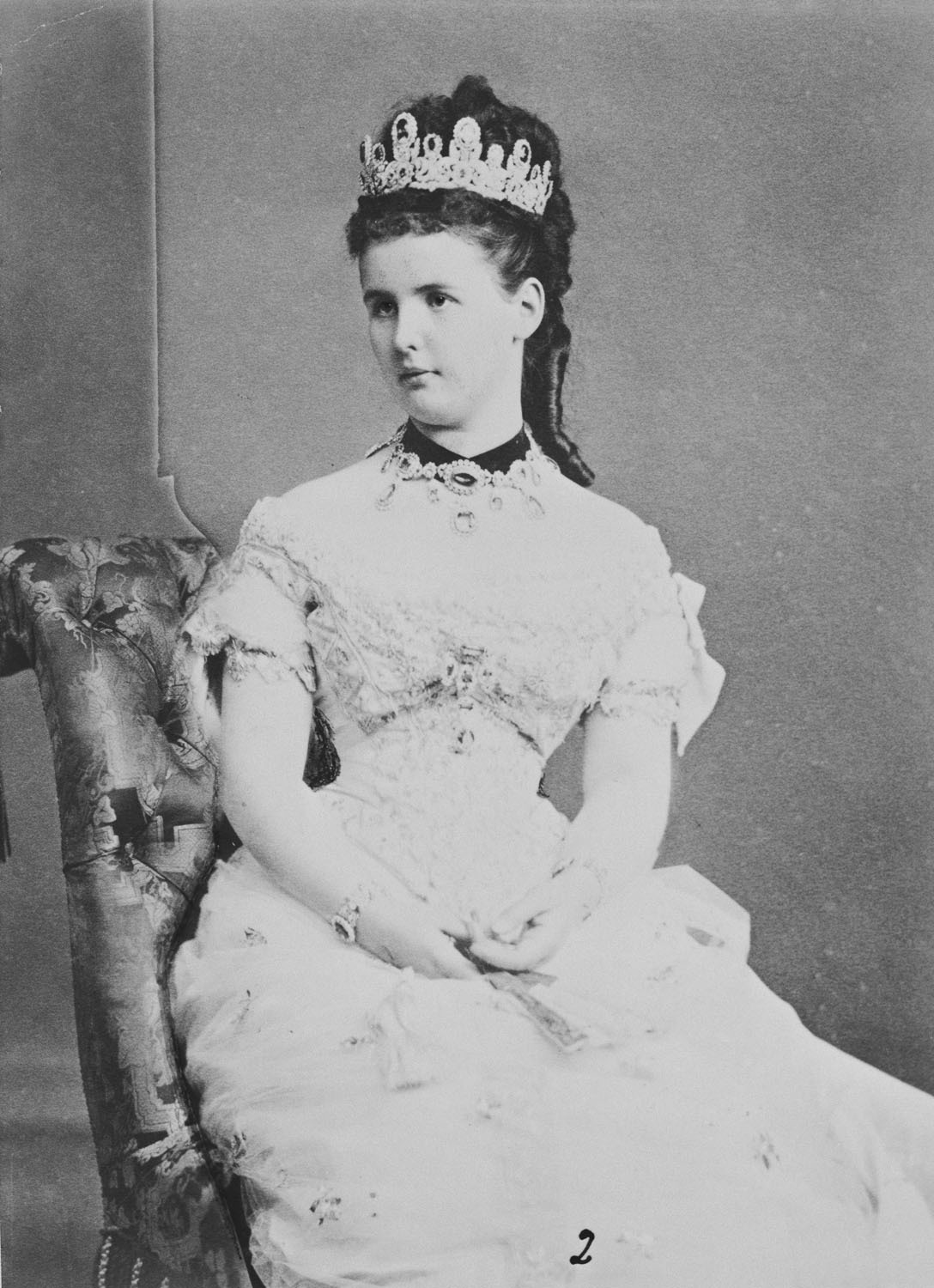
Prinzessin Marie zu Waldeck und Pyrmont

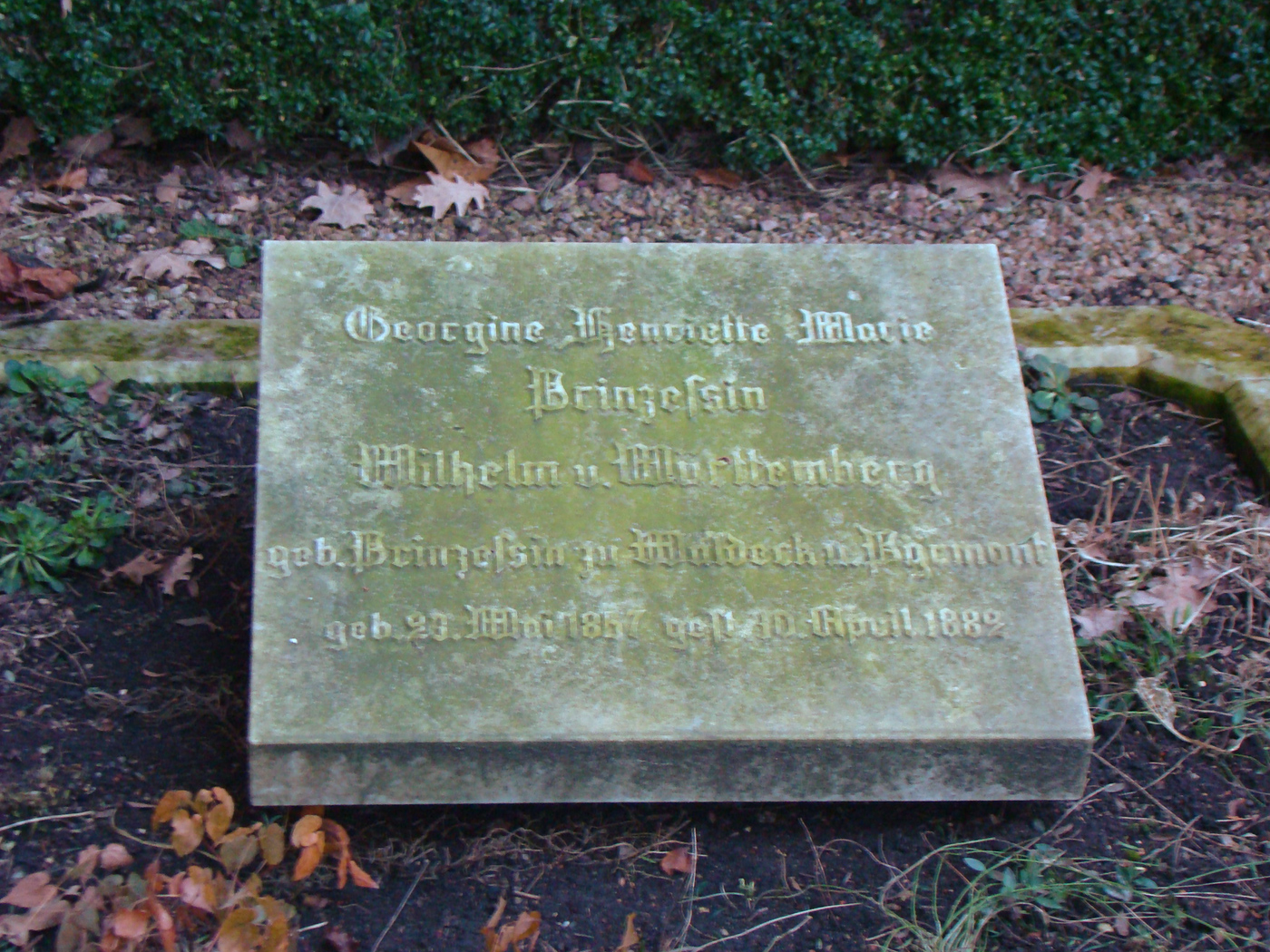
Grabstein auf dem Alten Friedhof in Ludwigsburg

Georgine Henriette Marie Prinzessin zu Waldeck und Pyrmont (* 23. Mai 1857 in Arolsen; † 30. April 1882 in Ludwigsburg) war als erste Ehefrau des späteren Königs Wilhelm II. von Württemberg eine Prinzessin von Württemberg.

## Leben
Marie war die Tochter des Fürsten Georg Viktor zu Waldeck und Pyrmont und der Prinzessin Helene von Nassau. Somit gehörte sie dem Haus Waldeck an und war eine Schwester der niederländischen Königin Emma und des letzten regierenden Fürsten Friedrich von Waldeck-Pyrmont. Sie heiratete am 15. Februar 1877 in Arolsen den Prinzen Wilhelm von Württemberg. Dieser Ehe entstammte die erstgeborene Tochter Pauline (1877–1965), welche sich 1898 mit Fürst Friedrich Hermann zu Wied (1872–1945) vermählte.
Prinzessin Maries zweite Mutterschaft endete tragisch, da der am 28. Juli 1880 in Ludwigsburg geborene Sohn Ulrich bereits fünf Monate später, am 28. Dezember 1880, in Stuttgart verstarb. Der Tod dieses Prinzen wurde später zum Politikum, weil Ulrich der einzige Sohn König Wilhelms II. blieb und somit die Thronfolge von der evangelischen Linie an Albrecht von der katholischen Linie des Hauses Württemberg gefallen wäre, wenn die Novemberrevolution des Jahres 1918 dies nicht verhindert hätte. Die für die evangelischen Altwürttemberger unangenehme Vorstellung, zukünftig von einem katholischen König regiert zu werden, führte in deren Kreisen zu dem Gerücht, Ulrich sei einem katholischen Mordkomplott zum Opfer gefallen. Diese sicherlich unhaltbare These wirft immerhin ein Schlaglicht auf die tief sitzenden Vorurteile, die das Verhältnis der beiden großen Konfessionen zueinander in Württemberg noch lange prägten. Prinzessin Marie starb im April 1882 an den Folgen einer Totgeburt im Wochenbett. Sie wurde auf dem Alten Friedhof in Ludwigsburg beigesetzt.

## Sonstiges
Der König Wilhelm II. benannte den Marienplatz in Stuttgart-Süd nach seiner damals Verlobten.
| Ahnentafel der Marie von Waldeck-Pyrmont (1857–1882)                                          | Ahnentafel der Marie von Waldeck-Pyrmont (1857–1882)                              | Ahnentafel der Marie von Waldeck-Pyrmont (1857–1882)                              | Ahnentafel der Marie von Waldeck-Pyrmont (1857–1882)                              | Ahnentafel der Marie von Waldeck-Pyrmont (1857–1882)                              | Ahnentafel der Marie von Waldeck-Pyrmont (1857–1882)                              | Ahnentafel der Marie von Waldeck-Pyrmont (1857–1882)                              | Ahnentafel der Marie von Waldeck-Pyrmont (1857–1882)                              | Ahnentafel der Marie von Waldeck-Pyrmont (1857–1882)                              |
| --------------------------------------------------------------------------------------------- | --------------------------------------------------------------------------------- | --------------------------------------------------------------------------------- | --------------------------------------------------------------------------------- | --------------------------------------------------------------------------------- | --------------------------------------------------------------------------------- | --------------------------------------------------------------------------------- | --------------------------------------------------------------------------------- | --------------------------------------------------------------------------------- |
| Großeltern                                                                                    | Georg II. von Waldeck (1789–1845) ⚭ 1823 Emma von Anhalt-Bernburg (1802–1858)     | Georg II. von Waldeck (1789–1845) ⚭ 1823 Emma von Anhalt-Bernburg (1802–1858)     | Georg II. von Waldeck (1789–1845) ⚭ 1823 Emma von Anhalt-Bernburg (1802–1858)     | Georg II. von Waldeck (1789–1845) ⚭ 1823 Emma von Anhalt-Bernburg (1802–1858)     | Wilhelm I. von Nassau (1792–1839) ⚭ 1829 Pauline von Württemberg (1810–1856)      | Wilhelm I. von Nassau (1792–1839) ⚭ 1829 Pauline von Württemberg (1810–1856)      | Wilhelm I. von Nassau (1792–1839) ⚭ 1829 Pauline von Württemberg (1810–1856)      | Wilhelm I. von Nassau (1792–1839) ⚭ 1829 Pauline von Württemberg (1810–1856)      |
| Eltern                                                                                        | Georg Viktor von Waldeck-Pyrmont (1831–1893) ⚭ 1853 Helene von Nassau (1831–1888) | Georg Viktor von Waldeck-Pyrmont (1831–1893) ⚭ 1853 Helene von Nassau (1831–1888) | Georg Viktor von Waldeck-Pyrmont (1831–1893) ⚭ 1853 Helene von Nassau (1831–1888) | Georg Viktor von Waldeck-Pyrmont (1831–1893) ⚭ 1853 Helene von Nassau (1831–1888) | Georg Viktor von Waldeck-Pyrmont (1831–1893) ⚭ 1853 Helene von Nassau (1831–1888) | Georg Viktor von Waldeck-Pyrmont (1831–1893) ⚭ 1853 Helene von Nassau (1831–1888) | Georg Viktor von Waldeck-Pyrmont (1831–1893) ⚭ 1853 Helene von Nassau (1831–1888) | Georg Viktor von Waldeck-Pyrmont (1831–1893) ⚭ 1853 Helene von Nassau (1831–1888) |
| Marie zu Waldeck und Pyrmont (1857–1882) ⚭ 1877 König Wilhelm II. von Württemberg (1848–1921) |                                                                                   |                                                                                   |                                                                                   |                                                                                   |                                                                                   |                                                                                   |                                                                                   |                                                                                   |